# Vincenzo Olivicciani

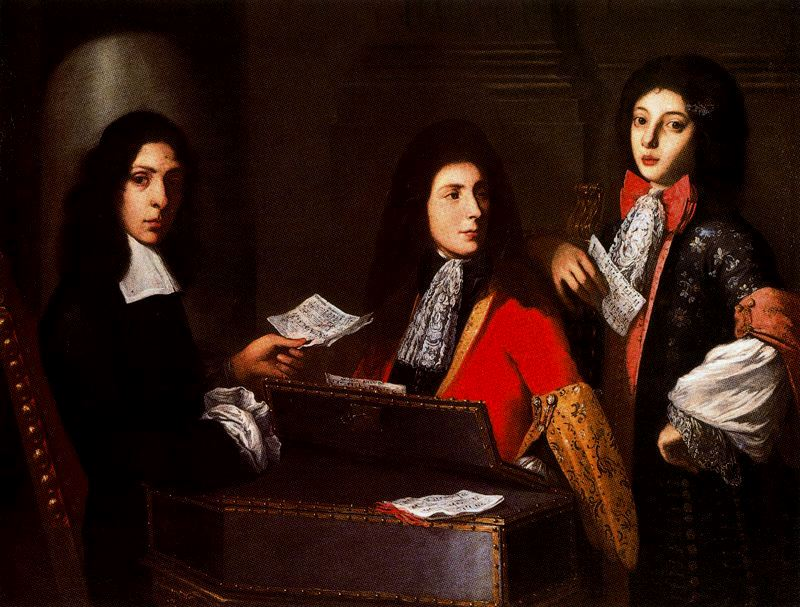
Anton Domenico Gabbiani: Vincenzo Olivicciani zusammen mit seinen Kollegen Antonio Rivani (1629–1686) und Giulio Cavaletti (1668–1755) am Hofe der Medici, ca. 1680 (Palazzo Pitti, Florenz). Vincenzo ist vermutlich der mittlere Herr am Spinett (siehe unten).

Vincenzo Olivicciani, genannt Vincenzino (auch: Ulivicciani; Oliviciani; Oliviciano; Vincento; Vicenzino; * Januar 1647 in Pescia; † 12. April 1726 in Florenz) war ein italienischer Sänger (Kastrat, Sopran), der vor allem in Florenz und Wien tätig war.

## Leben
Vincenzino war ein Schüler von Giacomo Carissimi in Rom.
Sein Operndebüt hatte er 1661 in Florenz in Antonio Cestis Orontea. Offiziell stand er von 1664 bis 1666 und von 1669 bis 1724 in den Diensten der Medici in Florenz.
Vermutlich durch Vermittlung von Cesti gelangte Vincenzino an den Hof Kaiser Leopolds I. nach Wien und ist einer der wenigen Sänger, von denen man weiß, dass sie 1667 bei den Hochzeitsfeierlichkeiten des Kaisers mit Margarita Teresa von Spanien in der berühmten Prunkoper Il Pomo d’oro von Cesti mitwirkten (die Rolle der Venus und wahrscheinlich eine oder mehrere andere Figuren). 1668, und dann wieder 1674 und 1682, sang Vincenzino im Oratorium Il Lutto dell’Universo von Leopold I. und spätestens ab 1670 gehörte er als Sopranist zur Hofkapelle in Wien (bis zu seiner Pensionierung am 30. September 1711). Er war der wohl höchstbezahlte Sänger am Kaiserhof und erhielt beispielsweise im Jahr 1687 die enorme Summe von 3320 Florin, während seine Kollegen Giovanni Paolo Bonelli und Clementino zur gleichen Zeit nur 1880 bzw. 1770 Florin bekamen.
Offenbar pendelte Olivicciani in den folgenden Jahrzehnten zwischen Florenz und Wien hin und her, denn im Zeitraum von 1666 bis 1674 hatte er Cembali vom Florentiner Hof ausgeliehen. Auch war er nachweislich in den Jahren 1683, 1689, und 1692–1693 in Florenz.
In Wien sang Vincenzino in den kaiserlichen „Hauskonzerten“ nach 1673 oft neben der berühmten Sopranistin Giulia Masotti. Zum Geburtstag des Kaisers sangen die beiden am 9. und 10. Juni 1674 in Antonio Draghis und Nicolò Minatos Il ratto delle Sabine („Der Raub der Sabinerinnen“); dabei trat Vincenzino in der Frauenrolle der Mirena auf. Gemeinsam mit „Giulia“ gehörte er auch in der Oper Il fuoco eterno custodito dalle Vestali (30. Oktober 1674) zu den Stars, die Musik stammte von Draghi, Kaiser Leopold, und Johann Heinrich Schmelzer. Zum Sängerensemble gehörten auch die Kastraten Clementino (Clemens Hader) und „Franzl“ (Adam Franz Günther, Sohn des Organisten Karl Günther an der Michaelerkirche in Wien). Im Jahr 1676 wurde Vincenzino wegen Krankheit vom Kaiserhof beurlaubt, um sich ärztlich behandeln zu lassen (vermutlich in Italien).
Nicht hinreichend geklärt ist bisher, ob, wann oder wie oft Vincenzino in den Opernhäusern von Venedig auftrat, wohin sein Ruf bereits Mitte der 1660er Jahre gedrungen war. Die venezianischen Adligen und Impresarios Tommaso und Marco Corner versuchten immer wieder, ihn für ihr Theater San Luca zu engagieren, zumindest teilweise vergeblich. 1671 wollte man ihn für das venezianische Theater San Salvatore für Giovanni Antonio Borettis Oper Dario in Babilonia, und Giovanni Legrenzi versuchte Olivicciani 1683 für seine Oper L’anarchia dell’imperio im San Salvatore zu gewinnen – es ist jedoch anscheinend nicht genau bekannt, ob er wirklich auftrat. Ein Problem sind die zeitgenössischen Libretti, in denen die Mitwirkenden noch nicht aufgelistet waren, wie dies später üblich wurde.
Noch mit über 60 Jahren sang Vincenzino in Wien 1708 in Antonio Bononcinis La Presa di Tebe, und 1709 in den Oratorien Il Figliuol Prodigo von Camilla de Rossi und La Decollazione di San Giovanni Battista von Antonio Bononcini. Im selben Jahr trat er auch in der festa di musica Il Campidoglio Ricuperato von Marc’Antonio Ziani auf.
1711 zog er sich zurück und lebte von einer Pension des Kaisers. Er soll in ein Kloster eingetreten sein und starb in Florenz 1726.
Es existiert ein Gruppenportrait des florentinischen Hofmalers Anton Domenico Gabbiani, das drei Kastraten zeigt: Vincenzo Olivicciani zusammen mit seinen Kollegen Antonio Rivani (1629–1686) und dem noch kindlichen Giulio Cavaletti (1668–1755). Vincenzino dürfte der Kastrat in der Mitte am Spinett sein, da er nachweislich auf den Kielinstrumenten des florentinischen Hofes spielte oder für sie zuständig war. Rivani war 18 Jahre älter, und der Älteste auf dem Bild ist offenbar der linke Herr.

## Einzelanmerkungen
1. 1 2 3 4 5 6 7  Dagmar Glüxam: Oliviciano (Olivicciani, Oliviciani, Ulivicciani), Vincento (Vincenzo, Fincenzo), gen. Vincenzino, in: Österreichisches Musiklexikon online (Abruf am 5. Januar 2020)
2. 1 2 3 4  Vincenzo Olivicciani dit Vincenzino, Biographie auf Quell‘Usignolo (französisch; Abruf am 5. Januar 2020)
3. 1 2  Janet K. Paige: Sirens on the Danube: Giulia Masotti and Women Singers at the Imperial Court. In: Journal of Seventeenth-Century Music. Band 17 (2011), Nr. 1, 2015, sscm-jscm.org, Abschnitt 4.1., Fußnote 53
4. ↑  „Die Trauer des Universums“
5. ↑  Janet K. Paige: Sirens on the Danube: Giulia Masotti and Women Singers at the Imperial Court. In: Journal of Seventeenth-Century Music. Band 17 (2011), Nr. 1, 2015, sscm-jscm.org, Abschnitt 4.4, Fußnote 68
6. ↑  Stewart Pollens: Bartolomeo Cristofori and the Invention of the Piano, Cambridge University Press, 2017, S. 242, online (Abruf am 5. Januar 2020)
7. ↑  Janet K. Paige: Sirens on the Danube: Giulia Masotti and Women Singers at the Imperial Court. … 2015, online, Abschnitt 4.1.
8. ↑  Janet K. Paige: Sirens on the Danube: Giulia Masotti and Women Singers at the Imperial Court. … 2015, online, Abschnitt 4.3
9. ↑  „Das ewige von den Vestalinnen bewachte Feuer“
10. ↑  Janet K. Paige: Sirens on the Danube: Giulia Masotti and Women Singers at the Imperial Court. In: Journal of Seventeenth-Century Music. Band 17 (2011), Nr. 1, 2015, sscm-jscm.org, Abschnitt 4.4.
11. ↑  Beth & Jonathan Glixon: Inventing the Business of Opera: The Impresario and His World in Seventeenth Century Venice, Oxford University Press, 2007, S. 183. online als Google-Book (Abruf am 5. Januar 2020)
12. ↑  Eleanor Selfridge-Field: A New Chronology of Venetian Opera and Related Genres, 1660–1760, Stanford University Press, 2007, S. 104, online auf online
13. ↑  „Die Anarchie des Kaiserreichs“
14. ↑  Eleanor Selfridge-Field: A New Chronology of Venetian Opera and Related Genres, 1660–1760, Stanford University Press, 2007, S. 162, online auf online (Abruf am 5. Januar 2020 )
15. ↑  „Die Enthauptung Johannes des Täufers“
16. ↑  „Das wiedergewonnene Kapitol“
17. ↑  Siehe online auf
akg-images.de (Abruf am 5. Januar 2020)
18. ↑  Siehe online im
Bildindex der Kunst (Abruf am 5. Januar 2020)
19. ↑  Elisa Goudriaan: Florentine Patricians and Their Networks: Structures Behind the Cultural Success and the Political Representation of the Medici Court (1600–1660), BRILL, 2017, Google-Book
20. ↑  Zu Alter und Biographie von Cavaletti siehe: Martha Feldman: The Castrato: Reflections on Natures and Kinds, Univ. of California Press, 2015, S. 61, online (Abruf am 5. Januar 2020)
21. ↑  Zu Alter und Biographie von Rivani siehe: Jean Grundy Fanelli: Antonio Rivani im Grove online (Abruf am 5. Januar 2020)
22. ↑  Der Autor der französischen Website Quell’Usignolo glaubt, dass Vincenzino der linke Sänger sei, das ist jedoch aus besagtem Grund unwahrscheinlich. Siehe: Vincenzo Olivicciani dit Vincenzino auf Quell’Usignolo (französisch; Abruf am 5. Januar 2020)
23. ↑  Die Datierung des Bildes auf 1687 kann sich höchstens auf die malerische Fertigstellung beziehen, ist aber ansonsten wegen des Alters der Dargestellten zu spät angesetzt, selbst wenn man davon ausgeht, dass Kastraten oft jünger wirkten, als sie waren. Rivani war bereits 1686 im Alter von 57 verstorben und der 1668 geborene Cavaletti kann auf dem Bild nicht älter als 14 oder 15 sein. Das Bild dürfte eher um 1680 oder etwas später entstanden sein.

| Personendaten    | Personendaten                                 |
| ---------------- | --------------------------------------------- |
| NAME             | Olivicciani, Vincenzo                         |
| ALTERNATIVNAMEN  | Vincenzino; Ulivicciani; Oliviciani; Vincento |
| KURZBESCHREIBUNG | italienischer Opernsänger                     |
| GEBURTSDATUM     | Januar 1647                                   |
| GEBURTSORT       | Pescia                                        |
| STERBEDATUM      | 12. April 1726                                |
| STERBEORT        | Florenz                                       |